# Mértani-harmonikus közép
A matematikában két pozitív szám, x és y mértani-harmonikus közepe így definiálható: Legyen g1 a két szám mértani közepe, és harmonikus közepük h1. Ezek kiszámíthatók egymás után vagy párhuzamosan.
A kapott két számmal megismételve a műveletet kapjuk a g2 és a h2 számokat. Iterálva az eljárást kapjuk a (gn) és (hn) sorozatokat:
{\displaystyle g_{n+1}={\sqrt {g_{n}h_{n}}}}
és
{\displaystyle h_{n+1}={\frac {2}{{\frac {1}{g_{n}}}+{\frac {1}{h_{n}}}}}}
Ez a két sorozat ugyanahhoz a határértékhez tart, ami a kiindulási két szám mértani-harmonikus közepe. Nevezik harmonikus-mértani középnek is.

## Tulajdonságok
A mértani-harmonikus közép, M(x, y) x és y mértani és harmonikus közepe közé esik. M(x, y) homogén is, azaz har > 0, akkor (rx, ry) = r M(x, y).
Ha AG(x, y) a számtani-mértani közép, akkor
{\displaystyle M(x,y)={\frac {1}{AG({\frac {1}{x}},{\frac {1}{y}})}}}

## Egyenlőtlenség
A pitagoraszi közepek és az iterált pitagoraszi közepek között az alábbi egyenlőtlenségek teljesülnek:
{\displaystyle \min(x,y)\leq H(x,y)\leq HG(x,y)\leq G(x,y)\leq GA(x,y)\leq A(x,y)\leq \max(x,y)}
ahol
- H(x, y) a harmonikus közép,
- HG(x, y) a harmonikus–mértani közép,
- G(x, y) = HA(x, y) a mértani közép, ami egyenlő a harmonikus-számtani középpel
- GA(x, y) a mértani-számtani közép,
- A(x, y) a számtani közép.

## Fordítás
Ez a szócikk részben vagy egészben  a   Geometric–harmonic mean című angol Wikipédia-szócikk fordításán alapul.  Az eredeti cikk szerkesztőit annak laptörténete sorolja fel. Ez a jelzés csupán a megfogalmazás eredetét és a szerzői jogokat jelzi, nem szolgál a cikkben szereplő információk forrásmegjelöléseként.